# Amtsgericht Hamburg-Blankenese

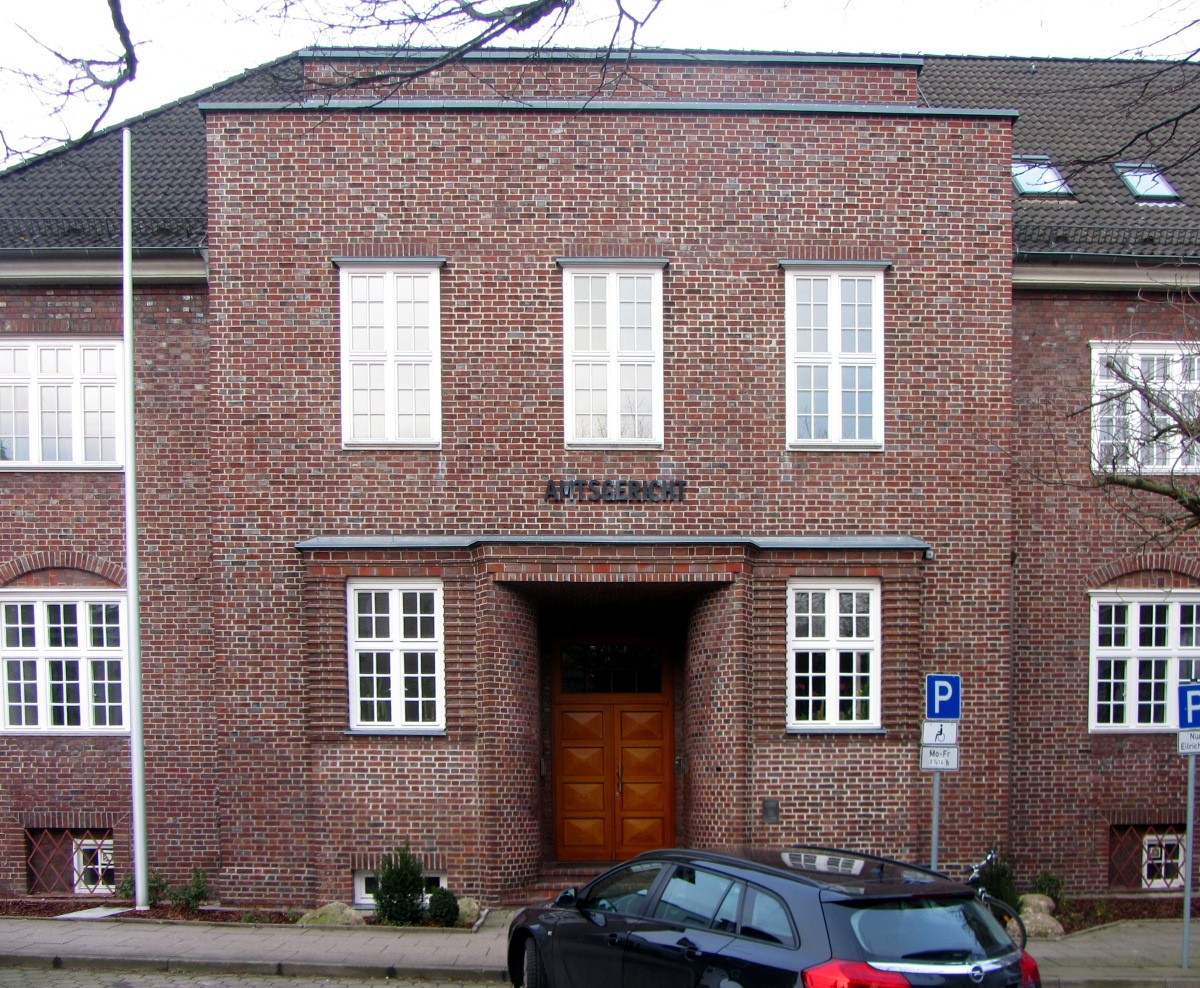
Das Amtsgericht in Blankenese (2015)

Das Amtsgericht Hamburg-Blankenese ist das kleinste der acht Amtsgerichte der Freien und Hansestadt Hamburg.

## Allgemeines
Ansässig ist das Gericht in der Dormienstraße 7 im Stadtteil Blankenese. Die Gerichtsverwaltung untersteht dem Präsidenten des Amtsgerichts Hamburg (in Hamburg-Mitte). Der Amtsgerichtsbezirk umfasst mit Blankenese, Iserbrook, Nienstedten, Osdorf, Rissen und Sülldorf die sechs westlichsten Stadtteile Hamburgs.

## Geschichte
Mit der Annexion Schleswig-Holsteins wurden 1867 in der nunmehr preußischen Provinz fünf Kreisgerichte und das übergeordnete Appellationsgericht Kiel eingerichtet. Als Eingangsgerichte wurden Amtsgerichte geschaffen, darunter das Amtsgericht Blankenese als eines von 13 Amtsgerichten des Kreisgerichts Altona. Den Gerichtssprengel bildete die Verwaltung Hatzburg (mit Ausnahme der Hettlinger-Schanze mit Julsland) und die Vogtei Ottensen (mit Ausnahme der Dorfschaften Ottensen und Neumühlen). Mit dem Inkrafttreten des deutschen Gerichtsverfassungsgesetzes am 1. Oktober 1879 wurden reichsweit einheitlich Amts-, Land- und Oberlandesgerichte geschaffen. Das Amtsgericht Blankenese blieb bestehe und war nun dem Landgericht Altona (1938 als Landgericht Itzehoe nach Itzehoe verlegt) nachgeordnet.
Sein Gerichtsbezirk umfasste nun aus dem Kreis Pinneberg den Stadtbezirk Wedel und die Gemeindebezirke Blankenese, Dockenhuden, Groß Flottbek, Holm, Klein Flottbek, Lurup, Nienstedten, Osdorf, Rissen, Schenefeld, Schulau, Spitzendorf und Sülldorf. Am Gericht bestand 1880 eine Richterstell. Das Amtsgericht war damit ein kleines Amtsgericht im Landgerichtsbezirk.
Mit dem Groß-Hamburg-Gesetz von 1937 wurde das Amtsgericht Blankenese zu einem hamburgischen Amtsgericht und gab die preußisch gebliebenen Gemeinden Holm und Wedel an das Amtsgericht Uetersen und Schenefeld an das Amtsgericht Pinneberg ab. Der erste Sitz war in der Straße Schulkamp in einem angemieteten Gebäude; an Personal gab es lediglich den Amtsrichter und eine Hilfskraft. Das Gericht zog im Laufe der Zeit mehrmals um und wuchs dabei; 2017 waren 58 Menschen am Gericht beschäftigt.